# International Polar Foundation
Die Internationale Polarstiftung, englisch International Polar Foundation (IPF), ist eine Internationale Organisation mit Sitz in Brüssel.
2002 wurde die Vorläuferorganisation Fondation d'Utilité Publique (Gemeinnützige Stiftung) in Belgien gegründet. Sie unterhält auch Einrichtungen in Frankreich, der Schweiz und in Großbritannien.
Eine der Hauptaktivitäten der IPF besteht darin, die Öffentlichkeit über die Forschung in den Polargebieten und der Auswirkungen des Klimawandels in diesen Regionen zu informieren, innovative Bildungsprojekte und Aktivitäten im Hinblick auf eine nachhaltige Entwicklung zu unterstützen und als Schnittstelle zwischen Wissenschaft und Gesellschaft eine positive Einstellung der Öffentlichkeit zur Polarforschung zu fördern.
Im Auftrag der belgischen Regierung projektiert und baut die Internationale Polarstiftung die weltweit erste emissionsfreie Forschungseinrichtung in der Antarktis, die 700 m² große Prinzessin-Elisabeth-Station. Die IPF ist auch die Betreibergesellschaft der neuen Polarforschungsstation.
Der belgische König Philipp ist Ehrenpräsident.